# Morze (czasopismo)
Morze – miesięcznik marynistyczny wydawany w latach 1924–2000 przez wydawnictwo Ligi Morskiej i Rzecznej a następnie Ligi Morskiej i Kolonialnej. W latach 2017–2019 tytuł „Morze” nosił dawny miesięcznik „Morza i Okręty”. Od czerwca 2019 roku czasopismo ukazuje się jako kwartalnik „Morze.org” nakładem wydawnictwa Charter Navigator.

## Historia
Pierwszym redaktorem naczelnym był poeta i dramaturg Radosław Krajewski, którego kandydaturę poparł Stefan Żeromski. W 1927 Krajewskiego zmienił Henryk Tetzlaf. Miesięcznik Morze był najdłużej ukazującym się periodykiem w przedwojennej Polsce. Edycja trwała nieprzerwanie z dużą regularnością do 1939 roku. Drukowany był (z przerwami) od listopada 1924. Pierwszy numer składał się z zaledwie 8 czarno-białych kolumn, a jego nakład wynosił 3.000 egzemplarzy w bardzo skromnej szacie graficznej. Czasopismo od chwili pojawienia się na rynku wydawniczym stało się oficjalnym organem Ligi Morskiej i Rzecznej. W 1939 roku wydrukowano sierpniowy numer w nakładzie 254.000 egzemplarzy. Morze poruszało tematykę związaną z żeglugą, historią żeglugi, okrętownictwem, przemysłem stoczniowym, gospodarką morską, szkutnictwem, jachtingiem i kulturą morską oraz dziedzinami pokrewnymi. Ukazywał się również należący Związku Pionierów Kolonialnych specjalny dodatek "Pionier Kolonialny".
Wznowione po II wojnie światowej, w dużym stopniu kontynuowało profil swojej przedwojennej działalności, ale w nowej rzeczywistości politycznej już bez elementów ideologii kolonialnej. Wydawane było przez warszawskie wydawnictwo Wiedza Powszechna.
Stałym ilustratorem miesięcznika, a z czasem również członkiem redakcji był Adam Werka, polski marynista.

## Od 2017
W styczniu 2017 na „Morze” zmienił tytuł miesięcznik „Morza i Okręty”, wydawany od 2015 roku przez Zespół Badań i Analiz Militarnych (ZBiAM) Sp. z o.o. Zespół redakcyjny tego czasopisma prowadził wcześniej magazyn „Morze, Statki i Okręty”. Miesięcznik „Morze” ukazywał się do marca 2019 roku. 
Od czerwca 2019 roku czasopismo ukazuje się jako kwartalnik "Morze.org" nakładem wydawnictwa Charter Navigator, nawiązując szatą graficzną do „Morza” z lat 60. i 70.

## Digitalizacja
Część numerów miesięcznika Morze została poddana digitalizacji. Dokumenty dostępne są w Bałtyckiej Bibliotece Cyfrowej.